# Can Brugués (Sils)
Can Brugués és una masia de Sils (Selva) inclosa a l'Inventari del Patrimoni Arquitectònic de Catalunya.

## Descripció
Es tracta d'una casa de dues plantes amb vessants a laterals i cornisa catalana. De les obertures només la finestra del pis superior és original, es tracta d'una finestra gòtica d'arc conopial amb tres arquets i decoració en relleu de dues hèlix, i les altres s'han fet recentmemnt i són emmarcades amb rajol. La porta és rectangular i d'arc rebaixat, també de rajol. Adossat a la façana es conserva el pou, a la dreta de la porta principal, amb columna de rajol i travesser de fusta. També es conserva l'antic forn a l'esquerra, cobert amb teula àrab. S'accedeix a la segona planta per una escala al mur lateral esquerra. Al l'altra banda, la teulada s'allarga i cobreix un porxo sostingut per pilars de rajols. Està molt reformada, tan l'exterior com el seu interior.
El parament és arrebossat només a la part de la façana i la resta de la construcció és de pedra vista. El voltant de la casa està pavimentat i a pocs metres hi ha una piscina.
La casa ha quedat integrada dins el nucli urbà i està voltada per una tanca d'obra.